# KIRIKO/HIKO Sound
KIRIKO/HIKO Sound（キリコ・ヒコ・サウンド）は、日本の音楽ユニット。KIRIKO（ボーカル）、HIKO（作曲）の2人で活動している。
主にアダルトゲームの主題歌やBGMを手掛ける。アダルトゲームブランドのMay-Be SOFT・オーバーフロー・RUNE・ネルに多くの楽曲を提供しており、デイズシリーズでは1作目から主題歌を担当した。

## メンバー
- KIRIKO（キリコ） - 歌唱・作詞・作曲
- HIKO（ヒコ） - 作詞・作曲・編曲・効果音制作

## ディスコグラフィ

### 配信アルバム
| 枚  | 発売日        | タイトル                                     | 備考 |
| --- | ------------- | -------------------------------------------- | ---- |
| 1st |               | Cordiality 〜KIRIKO VOCAL COLLECTION Vol.1〜 |      |
| 2nd | 2010年4月25日 | Sympathy ～KIRIKO VOCAL COLLECTION Vol.2～   |      |

### 音楽CD
| 発売日         | 商品名                                                     | 楽曲                                                     | 備考                                                                     |
| -------------- | ---------------------------------------------------------- | -------------------------------------------------------- | ------------------------------------------------------------------------ |
| 2001年9月21日  | リトルモニカ物語 サウンドトラック                          | 「小さな街のリボン戦士」                                 | PCゲーム『リトルモニカ物語』オープニングテーマ                           |
| 2001年9月21日  | リトルモニカ物語 サウンドトラック                          | 「路地裏パレード～ネコミミ団団歌」                       | PCゲーム『リトルモニカ物語』挿入歌                                       |
| 2001年11月16日 | 雪語り ORIGINAL SOUND TRACK                                | 「雪の想い出」                                           | PCゲーム『雪語り』オープニングテーマ                                     |
| 2001年11月16日 | 雪語り ORIGINAL SOUND TRACK                                | 「もしも願いが」                                         | PCゲーム『雪語り』エンディングテーマ                                     |
| 2002年2月20日  | 月陽炎 オリジナルサウンドトラック＆アレンジ                | 「月陽炎」                                               | PCゲーム『月陽炎』オープニングテーマ                                     |
| 2002年2月20日  | 月陽炎 オリジナルサウンドトラック＆アレンジ                | 「銀恋歌」                                               | PCゲーム『月陽炎』柚鈴ED曲                                               |
| 2002年2月20日  | 月陽炎 オリジナルサウンドトラック＆アレンジ                | 「蒼月花」                                               | PCゲーム『月陽炎』美月ED曲                                               |
| 2002年2月20日  | 月陽炎 オリジナルサウンドトラック＆アレンジ                | 「千秋恋歌」                                             | PCゲーム『月陽炎 -千秋恋歌-』鈴香ED曲                                    |
| 2002年2月20日  | 月陽炎 オリジナルサウンドトラック＆アレンジ                | 「あなたにcheck it! ～恋のまなざし～」                   | PCゲーム『月陽炎 -千秋恋歌-』双葉ED曲                                    |
| 2002年10月23日 | 風ノ唄 ORIGINAL SOUND TRACK                                | 「風ノ唄」                                               | PCゲーム『風ノ唄』オープニングテーマ                                     |
| 2002年10月23日 | 風ノ唄 ORIGINAL SOUND TRACK                                | 「夢見桜」                                               | PCゲーム『風ノ唄』エンディングテーマ                                     |
| 2003年8月15日  | 姫辱 プリンセスダブル狩り ORIGINAL SOUNDTRACK              | 「SCARLET〜刹那の恋〜」                                  | PCゲーム『姫辱 プリンセスダブル狩り』オープニングテーマ                  |
| 2003年10月24日 | いたいけな彼女 オリジナルサウンドトラック                  | 「向日葵」                                               | PCゲーム『いたいけな彼女』オープニングテーマ                             |
| 2003年10月24日 | いたいけな彼女 オリジナルサウンドトラック                  | 「ひだりてみぎて」                                       | PCゲーム『いたいけな彼女』挿入歌                                         |
| 2003年11月28日 | 緋の月 歌曲集                                              | 「緋の月」                                               | PCゲーム『緋の月』オープニングテーマ                                     |
| 2003年11月28日 | 緋の月 歌曲集                                              | 「彼方へ…」                                              | PCゲーム『緋の月』エンディングテーマ                                     |
| 2003年11月28日 | 緋の月 歌曲集                                              | 「旅人の詩」                                             | PCゲーム『緋の月』イメージソング                                         |
| 2004年5月7日   | MISS EACH OTHER OriginalSoundTrack                         | 「Miss Twilight」                                        | PCゲーム『MISS EACH OTHER』オープニングテーマ                            |
| 2004年10月29日 | 夏ノ空 歌曲集                                              | 「彼ノ空」                                               | PCゲーム『夏ノ空 -カノソラ-』オープニングテーマ                          |
| 2004年10月29日 | 夏ノ空 歌曲集                                              | 「北極星」（歌：Rita、KIRIKO）                           | PCゲーム『夏ノ空 -カノソラ-』エンディングテーマ                          |
| 2005年2月23日  | 宵待姫 Sound Collection                                    | 「月光譚歌」                                             | PCゲーム『宵待姫 〜大正淫猥吸血姫譚〜』オープニングテーマ                |
| 2005年4月28日  | School Days VOCAL ALBUM                                    | 「Still I Love You 〜みつめるよりは幸せ〜」              | PCゲーム『School Days』オープニングテーマ                                |
| 2005年4月28日  | School Days VOCAL ALBUM                                    | 「Still I Love You 〜みつめるよりは幸せ〜（Surge MIX）」 |                                                                          |
| 2005年12月30日 | APPLE Leaf                                                 | 「月陽炎 -refine-」                                      |                                                                          |
| 2006年11月17日 | Let's Play Music! -PSYCHO Vocal BEST type00.-              | 「袴墓まで」                                             | PCゲーム『愛のメイドホテル物語〜愛しのスク水メイド〜』エンディングテーマ |
| 2006年12月22日 | 雪のち、ふるるっ! 〜ところにより、恋もよう〜 初回特典CD    | 「雪のワルツ」                                           | PCゲーム『雪のち、ふるるっ! 〜ところにより、恋もよう〜』主題歌           |
| 2006年12月22日 | なつぽち Original Sound Track                              | 「久遠」                                                 | PCゲーム『なつぽち』挿入歌                                               |
| 2009年2月27日  | 誰かのために出来ること 初回特典 オリジナルサウンドトラック | 「誰かのために出来ること〜Innocent Identity」            | PCゲーム『誰かのために出来ること -INNOCENT IDENTITY-』オープニングテーマ |
| 2010年4月21日  | Cross Days Original Sound Track                            | 「ファースト・ノート」                                   | PCゲーム『Cross Days』オープニングテーマ                                 |
| 2010年10月28日 | Clover Heart's Twin's pack ORIGINAL MINI ALBUM             | 「坂道」 「たとえば」                                    | PCゲーム『Clover Heart's』エンディングテーマ                             |

## 音楽制作した作品

### PCゲーム（18禁）
時期不明
- 碧ヶ淵（ネル）
- イシカとホノリ（AZURITE）
- おしかけスクランブル（マリン）
- らぶ★わ～くす（静-SIZZ-）

- Blind Games（1996年、May-Be SOFT）
- 乱蝶（1996年、Trush）
- や・く・そ・く（1997年、May-Be SOFT）
- ぎりぎりパラダイス（1998年、May-Be SOFT）
- 裸唇～RASHIN～（1998年、PiAS）
- さくら日和（1999年、May-Be SOFT）
- 僕は子羊?!（1999年、May-Be SOFT）
- H研究会（1999年、May-Be SOFT）
- ゆきのかなた（2000年、RUNE）
- Fifth TWIN（2000年、RUNE）
- 幽冥-カクリヨ-（2001年、CAGE）
- Theガッツ3～山でガッツ！～（2001年、オーサリングヘヴン）
- 月陽炎（2001年、すたじおみりす）
- リトルモニカ物語（2001年、RUNE）
- ゆめくみ（2002年、MEGAMI）
- セパレイトブルー（2003年、Survive)
- Clover Heart's（2003年、ALcot）
- マジカル☆ユニティー（2003年、オーバーフロー）
- 姫辱 プリンセスダブル狩り（2003年、ネル）
- 天使DEアクマ（2004年、クロストーク）
- 宵待姫 〜大正淫猥吸血姫譚〜（2004年、ネル）
- Fifth Aile（2004年、RUNE）
- MISS EACH OTHER（2004年、オーバーフロー）
- School Days（2005年、オーバーフロー）
- Summer Days（2006年、オーバーフロー）
- Cross Days（2010年、オーバーフロー）